# Congresso Nazionale Armeno
Il Congresso Nazionale Armeno è un partito politico armeno, guidato dall'ex Presidente Levon Ter-Petrosyan e formatosi nel 2008. Il suo diretto predecessore era il Movimento Internazionale Pan-armeno.
È spesso abbreviato in "ANC" o "HAK", in armonia con la sua ortografia armena, ma a volte viene chiamato "ANC" come dice anche il suo sito web ufficiale.
Dal 2008 al 2013 è stata una coalizione di 13 partiti di opposizione.